# Ranunculus longipes
Ranunculus longipes es una planta  de la familia de las ranunculáceas.

## Descripción
Planta poco vistosa, de 2-20 cm, ligeramente ascendente, pero de bellas hojas elípticas de 5-15 mm y larguísimos rabillos, sobre todo en las inferiores. Flores en primavera y verano, amarillas cuando están presentes sus pétalos, lo que no siempre ocurre, sobre rabillos tres veces menores que los de la hoja en cuya axila crece.

## Distribución y hábitat
En España en Castilla y León. Medra en charcas temporalmente inundadas.

## Taxonomía
Ranunculus longipes fue descrita por Lange ex Cutanda y publicado en Fl. Comp. Madrid 103 1861.
Citología
Número de cromosomas de Ranunculus longipes (Fam. Ranunculaceae) y táxones infraespecíficos: 2n=48
Etimología
Ver: Ranunculus
longipes: epíteto latino que significa "largo, extendido".
Sinonimia
- Ranunculus dichotomiflorus Lag. ex Freyn	[6]